# 斯洛伐克喀斯特山脈國家公園

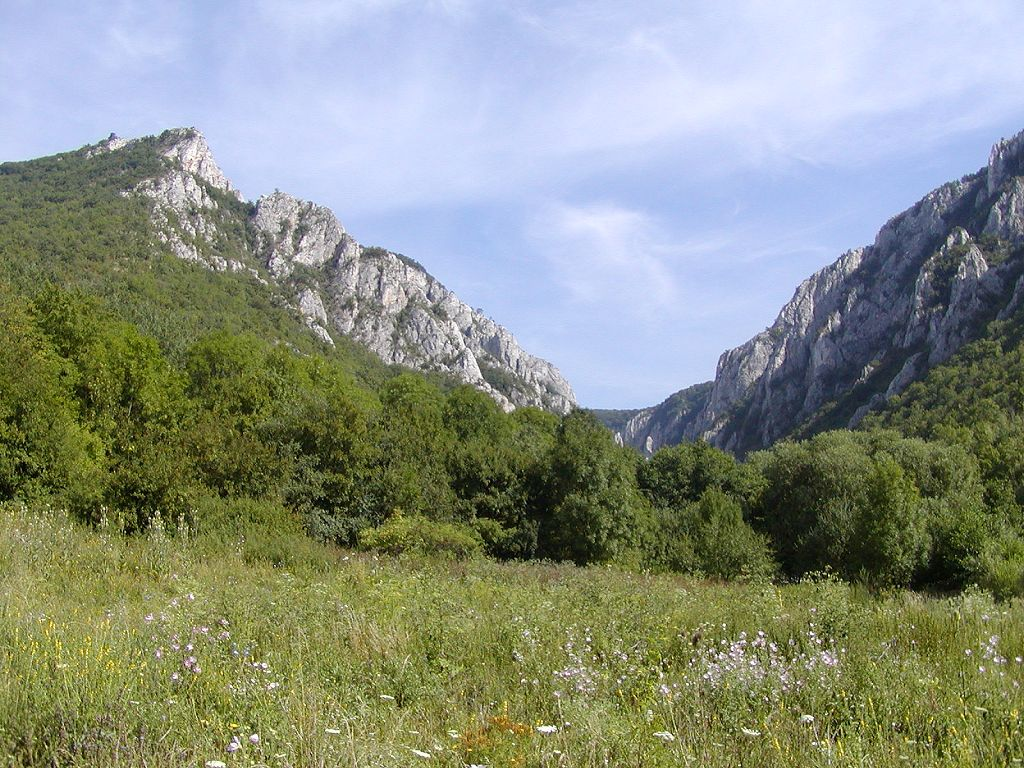

斯洛伐克喀斯特山脈國家公園是斯洛伐克的國家公園，位於該國東南部，始建於2002年3月1日，面積346.11平方公里，該地區12個洞穴被聯合國教科文組織列為世界遺產。

## 外部連結
- Slovak Karst National Park at Slovakia.travel